# Clos Fiorentina
Pour les articles homonymes, voir Villa Fiorentina.
Le clos Fiorentina est un mas provençal construit vraisemblablement au XVIIIe siècle sur la pointe Saint-Hospice, à l'extrémité du cap Ferrat (Alpes-Maritimes).
Utilisé comme dépendance de la villa Fiorentina au XXe siècle, cet édifice — qui en est désormais séparé — est entouré de jardins avec bosquets et quinconce, dessinés dans les années cinquante par l'écrivain Roderick Cameron et, plus récemment, par le couturier Hubert de Givenchy qui en fit sa résidence d'été.

## Situation légale
Le clos Fiorentina est une propriété privée située 4 impasse Fiorentina, au lieu-dit « Le Plan des Abeilles ». Il fait l'objet d'un recensement à l'Inventaire général du patrimoine culturel.